# Rajnai Klára
Rajnai Klára (Budapest, 1953. november 21. – ) olimpiai ezüstérmes, világbajnoki bronzérmes magyar kajakozó.

## Pályafutása
Az 1976-os montréali olimpián K2 500 méteren Pfeffer Anna párjaként ezüst-, egyéniben bronzérmet szerzett. Az 1975-ös és 1979-es világbajnokságokon egy-egy bronzérmet szerzett K4 500 és K1 500 méteren. 1976, 1977 és 1979-ben is őt választották meg az év magyar női kajakozójának.